# 레벨 (항공사)
레벨(영어: Level)은 국제 항공 그룹(IAG)이 소유한 항공사로 허브 공항은 주제프 타라데야스 바르셀로나 엘프라트 공항을 사용하고 있고, 본사는 마드리드에 있다.

## 역사
레벨은 처음에 저비용 항공사이자 장거리 항공사로 마케팅되었고 2017년 6월에 바르셀로나 엘프라트 공항에서 대서양 횡단 서비스를 시작했다. 2018년 7월, 레벨은 국제 항공 그룹의 자회사 오픈스카이스의 운영을 인수하는 파리 오를리 공항의 장거리 서비스와 함께 확장되었으며 레벨 유럽이 운영하는 비엔나 국제공항에서 첫 단거리 서비스를 시작했다.
2020년 6월 18일, 레벨 유럽은 부실에 들어갔고 오스트리아에 본사를 둔 항공사가 운영하는 단거리 항공편은 즉시 종료되었다. 2020년 7월 8일, 오픈스카이스의 폐업을 발표되었고, 이로 인해 파리 오를리 공항에 기반을 둔 브랜드의 장거리 비행이 종료되었고, 브랜드로 된 오픈스카이스 항공편의 티켓 판매가 나중에 다시 시작되었지만, 운항은 재개되지 않았다. 이베리아가 운영하는 바르셀로나의 장거리 비행은 레벨 유럽 및 오픈스카이스의 폐엡에도 영향을 받지 않았다.

## 운항 노선
- 2023년 기준, 레벨 항공은 다음의 노선을 운항 중이다.[1]

|  | 허브        |
|  | 취항 예정지 |
|  | 단항 노선   |

| 도시                                                                          | 공항 IATA   | 공항 ICAO | 공항 이름                | 비고        |
| ----------------------------------------------------------------------------- | ----------- | --------- | ------------------------ | ----------- |
| 바르셀로나 \|\| align=center\|BCN \|\| align=center\|LEBL \|\| 바르셀로나     | [ 2 ]       |           |                          |             |
| 파리 \|\| align=center\|ORY \|\| align=center\|LFPO \|\| 오를리               | 허브 공항   |           |                          |             |
| 포르드프랑스                                                                  | FDF         | TFFF      | 아이메 케사이르          | [ 3 ]       |
| 푸앵타피트르                                                                  | PTP         | TFFR      | 푸앵타피트르             | [ 3 ]       |
| 뉴어크 \|\| align=center\|EWR \|\| align=center\|KEWR \|\| 뉴어크             | [ 3 ]       |           |                          |             |
| 뉴욕 \|\| align=center\|JFK \|\| align=center\|KJFK \|\| 존 F. 케네디         | [ 4 ]       |           |                          |             |
| 라스베이거스 \|\| align=center\|LAS \|\| align=center\|KLAS \|\| 매캐런       | [ 5 ] [ 6 ] |           |                          |             |
| 로스앤젤레스 \|\| align=center\|LAX \|\| align=center\|KLAX \|\| 로스앤젤레스 | [ 2 ]       |           |                          |             |
| 보스턴 \|\| align=center\|BOS \|\| align=center\|KBOS \|\| 로간               | [ 3 ]       |           |                          |             |
| 샌프란시스코 \|\| align=center\|SFO \|\| align=center\|KSFO \|\| 샌프란시스코 | [ 7 ]       |           |                          |             |
| 오클랜드                                                                      | OAK         | KOAK      | 오클랜드                 | [ 2 ] [ 7 ] |
| 몬트리올 \|\| align=center\|YUL \|\| align=center\|CYUL \|\| 몬트리올         | [ 3 ]       |           |                          |             |
| 부에노스아이레스                                                              | EZE         | SAEZ      | 미니스토로 피스타리니    | [ 2 ]       |
| 산티아고                                                                      | SCL         | SCEL      | 아르투로 메리노 베니테스 | [ 4 ]       |
| 푼타카나                                                                      | PUJ         | MDPC      | 푼타카나                 | [ 2 ]       |

## 같이 보기
- 국제 항공 그룹
- 이베리아 항공
- 레벨 유럽